# 오르트 상수
오르트 상수(Oort constants) {\displaystyle A}와 {\displaystyle B}는 우리 은하의 자전 운동에 있어 경험적으로 얻어낸 상수로, 다음으로 표현된다.
{\displaystyle {\begin{aligned}&A={\frac {1}{2}}\left({\frac {V_{0}}{R_{0}}}-{\frac {dv}{dr}}|_{R_{0}}\right)\\&B=-{\frac {1}{2}}\left({\frac {V_{0}}{R_{0}}}+{\frac {dv}{dr}}|_{R_{0}}\right)\\\end{aligned}}}
여기서 {\displaystyle V_{0}}과 {\displaystyle R_{0}}은 각각 태양의 위치에서 측정한 은하 중심에 대한 회전 속도 및 거리이다. 후술하겠지만, 이 상수는 태양의 근처에 있는 항성들의 운동 및 위치만 살펴서 유도한 것이다. 1997년 현재 가장 정확한 오르트 상수 값은
{\displaystyle A} = 14.82 ± 0.84 km s−1 kpc−1
{\displaystyle B} = -12.37 ± 0.64 km s−1 kpc−1
이다.

## 역사적 중요성과 등장 배경
1920년대, 천문학자들은 밤하늘에서 보이는 구름 같은 산만한 천체들이 우리 은하 너머에 존재하는 별들의 집합이라는 것을 알게 되었다. 이 "외부 은하"들은 타원형인 것에서부터 원반형인 것까지 다양한 형태를 가지고 있었다. 은하수를 보면 별빛이 집중된 띠의 형태를 확인할 수 있는데, 이는 우리 은하는 원반형 구조를 가지고 있다는 증거가 된다. 하지만 우리 은하 안에서 우리 태양계가 어디에 위치하고 있는지를 결정하는 것은 어려운 문제였다.
고전역학의 예측에 따르면 별의 집합은 별들의 속도 분산 또는 질량중심에 대한 공전을 통해 중력 붕괴를 피하고 구조를 지탱한다. 원반형의 집합에서는 아무래도 공전이 구조 지탱에 기여하는 바가 많을 것이다. 질량밀도, 또는 원반의 질량 분포에 따라 원반의 중앙에서 바깥쪽으로 가면서 공전 속도가 달라질 것이다. 그 공전 속도를 측정하여 원반 반경에 대해 그린 그래프를 은하의 회전곡선이라고 한다. 외부은하의 경우 원반의 한쪽은 관측자 쪽으로 다가오고 다른 쪽은 멀어지기에 분광의 도플러 편이를 관측함으로써 회전곡선을 얻어낼 수 있다. 하지만 우리 은하의 경우 소광으로 인해 회전곡선을 정확히 얻어내기가 힘들었다. 이런 상황은 1930년대 21 센티미터 수소선이 발견될 때까지 계속된다.
수소선이 아직 발견되기 전이었던 1927년, 얀 오르트는 우리 태양계 근처에 있는 소수의 별들에 대해서만 측정을 수행하는 유도법을 사용했다. 후술하겠지만 그 결과 오르트가 발견한 상수 {\displaystyle A}와 {\displaystyle B}는 우리 은하가 회전한다는 사실 뿐 아니라, 중심으로부터의 거리에 따라 차등회전을 하고 있으며, 은하가 강체가 아닌 유체라는 것을 밝혀내게 된다.

## 유도

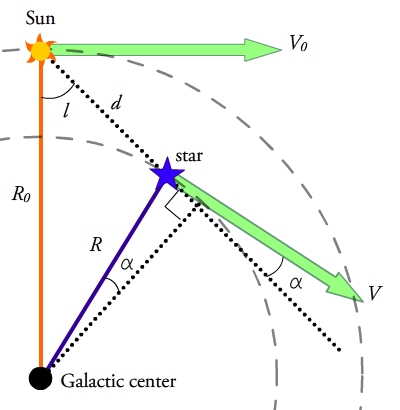
그림 1: 오르트 상수 유도의 기하학.

은하 원반에 존재하는 별 하나를 가정하고, 그 별의 은경을 {\displaystyle l}, 태양으로부터의 거리를 {\displaystyle d}라고 한다. 그 별과 태양이 모두 은하 중심을 중심으로 하는 원 궤도를 그리면서 공전한다고 가정하고, 각각의 궤도 반경을 {\displaystyle R}과 {\displaystyle R_{0}}, 각각의 공전 속도를 {\displaystyle V}과 {\displaystyle V_{0}}라고 한다. 우리 시선 방향에 대한 별의 운동(시선 속도) 및 천구상에서의 별의 운동(접선 속도)를 태양과의 위치 관계에 따라 쓰면 다음과 같다.
{\displaystyle {\begin{aligned}&V_{\text{obs, r}}=V_{\text{star, r}}-V_{\text{sun, r}}=V\cos \left(\alpha \right)-V_{0}\sin \left(l\right)\\&V_{\text{obs, t}}=V_{\text{star, t}}-V_{\text{sun, t}}=V\sin \left(\alpha \right)-V_{0}\cos \left(l\right)\\\end{aligned}}}
원운동을 가정했기에 공전 속도는 각속도와 {\displaystyle v=\Omega r} 의 관계식을 가지고 있고, 이것을 속도식에 대입하면
{\displaystyle {\begin{aligned}&V_{\text{obs, r}}=\Omega R\cos \left(\alpha \right)-\Omega _{0}R_{0}\sin \left(l\right)\\&V_{\text{obs, t}}=\Omega R\sin \left(\alpha \right)-\Omega _{0}R_{0}\cos \left(l\right)\\\end{aligned}}}
그림 1을 보면 은하 중심, 태양, 별로 인해 형성된 삼각형들이 1개 변을 공유하는데, 여기서 삼각함수로 다음 식을 얻어낸다.
{\displaystyle {\begin{aligned}&R\cos \left(\alpha \right)=R_{0}\sin \left(l\right)\\&R\sin \left(\alpha \right)=R_{0}\cos \left(l\right)-d\\\end{aligned}}}
고로 속도 성분들은 각운동량과 반경에 대한 식으로 나타내진다.
{\displaystyle {\begin{aligned}&V_{\text{obs, r}}=\left(\Omega -\Omega _{0}\right)R_{0}\sin \left(l\right)\\&V_{\text{obs, t}}=\left(\Omega -\Omega _{0}\right)R_{0}\cos \left(l\right)-\Omega d\\\end{aligned}}}
우리가 알고 있는 값 {\displaystyle l}과 {\displaystyle d}만 사용한 식으로 다시 나타내기 위해 {\displaystyle \Omega -\Omega _{0}}를 테일러 전개한다.
{\displaystyle \left(\Omega -\Omega _{0}\right)=\left(R-R_{0}\right){\frac {d\Omega }{dr}}|_{R_{0}}+...}
그리고 여기서 잡은 임의의 별이 태양에 가까이 있다는 가정을 했으므로, {\displaystyle R-R_{0}}의 크기는 매우 작고, 별까지의 거리 {\displaystyle d}는 {\displaystyle R} 또는 {\displaystyle R_{0}}보다 작으므로,
{\displaystyle R-R_{0}=-d\cdot \cos \left(l\right)}.
고로
{\displaystyle {\begin{aligned}&V_{\text{obs, r}}=-R_{0}{\frac {d\Omega }{dr}}|_{R_{0}}d\cdot \cos \left(l\right)\sin \left(l\right)\\&V_{\text{obs, t}}=-R_{0}{\frac {d\Omega }{dr}}|_{R_{0}}d\cdot \cos ^{2}\left(l\right)-\Omega d\\\end{aligned}}}
사인과 코사인의 반각 공식을 사용하면 속도 성분들은 다음과 같이 다시 쓸 수 있다.
{\displaystyle {\begin{aligned}&V_{\text{obs, r}}=-R_{0}{\frac {d\Omega }{dr}}|_{R_{0}}d{\frac {\sin \left(2l\right)}{2}}\\&V_{\text{obs, t}}=-R_{0}{\frac {d\Omega }{dr}}|_{R_{0}}d{\frac {\left(\cos \left(2l\right)+1\right)}{2}}-\Omega d=-R_{0}{\frac {d\Omega }{dr}}|_{R_{0}}d{\frac {\cos \left(2l\right)}{2}}+\left(-{\frac {1}{2}}R_{0}{\frac {d\Omega }{dr}}|_{R_{0}}-\Omega \right)d\\\end{aligned}}}
이제 속도 성분들은 우리가 아는 값인 {\displaystyle l}과 {\displaystyle d}, 그리고 상관계수 {\displaystyle A}와 {\displaystyle B}에 관한 식으로 쓸 수 있다.
{\displaystyle {\begin{aligned}&V_{\text{obs, r}}=Ad\sin \left(2l\right)\\&V_{\text{obs, t}}=Ad\cos \left(2l\right)+Bd\\\end{aligned}}}
이때
{\displaystyle {\begin{aligned}&A=-{\frac {1}{2}}R_{0}{\frac {d\Omega }{dr}}|_{R_{0}}\\&B=-{\frac {1}{2}}R_{0}{\frac {d\Omega }{dr}}|_{R_{0}}-\Omega \\\end{aligned}}}
살펴보면, 관측 속도는 이 상관계수들과 별의 위치에 따라 결정된다. 그리고 이제 이 상관계수들을 은하의 회전 특성과 관계지을 수 있다. 원 궤도를 갖는 어느 별에 대하여, 우리는 각운동량에서 유도된 것들을 공전 속도 및 궤도 반경에 대한 식으로 표현할 수 있고, 여기에 태양계의 위치를 대입하면
{\displaystyle {\begin{aligned}&\Omega ={\frac {v}{r}}\\&{\frac {d\Omega }{dr}}|_{R_{0}}={\frac {d{\frac {v}{r}}}{dr}}|_{R_{0}}=-{\frac {V_{0}}{R_{0}^{2}}}+{\frac {1}{R_{0}}}{\frac {dv}{dr}}|_{R_{0}}\\\end{aligned}}}
고로
{\displaystyle {\begin{aligned}&A={\frac {1}{2}}\left({\frac {V_{0}}{R_{0}}}-{\frac {dv}{dr}}|_{R_{0}}\right)\\&B=-{\frac {1}{2}}\left({\frac {V_{0}}{R_{0}}}+{\frac {dv}{dr}}|_{R_{0}}\right)\\\end{aligned}}}
{\displaystyle A}는 전단운동에 대한 오르트 상수이며, {\displaystyle B}는 은하 회전에 관한 오르트 상수이다. 후술하겠지만 많은 별들에 대해 속도를 측정함으로써 {\displaystyle A}와 {\displaystyle B}의 값을 구할 수 있다.

## 같이 보기
- 차등회전
- 우리 은하
- 은하의 회전곡선
- 소용돌이도